# Ministr rozvoje Izraele
Ministr rozvoje Izraele (hebrejsky שר הפיתוח‎, sar ha-pituach) bylo v letech 1953 až 1974 ministerské portfolio v rámci izraelské vlády. Ministr byl odpovědný za státní společnosti těžící minerály a za státní geologický institut. Ministerstvo rovněž během svého působení vytvořilo fond odškodňující oblasti postižené těžbou a společnost Dead Sea Works.
Portfolio bylo zrušeno roku 1974 a o tři roky později jej nahradilo portfolio energetiky a infrastruktury, posléze známé jako národní infrastruktura. Od roku 2005 pak existuje post ministra rozvoje Negevu a Galileje.

## Seznam ministrů
| ministr            | strana             | vláda(y)      | funkční období         | poznámka |
| ------------------ | ------------------ | ------------- | ---------------------- | -------- |
| Dov Josef          | Mapaj              | 4., 5., 6.    | 15/6/1953 - 3/11/1955  |          |
| Mordechaj Bentov   | Mapam              | 7., 8., 9,    | 3/11/1955 - 2/11/1961  |          |
| Giora Joseftal     | Mapaj              | 10.           | 2/11/1961 - 23/8/1962  | [ p 1 ]  |
| Josef Almogi       | Mapaj              | 10., 11., 12. | 30/10/1962 - 25/5/1965 |          |
| Chajim Josef Cadok | Mapaj              | 12.           | 31/5/1965 - 12/1/1966  |          |
| Moše Kol           | nebyl člen Knesetu | 13., 14.      | 12/1/1966 - 15/12/1969 | [ p 2 ]  |
| Chajim Landau      | Gachal             | 15.           | 15/12/1969 - 6/8/1970  |          |
| Chajim Gvati       | Ma'arach           | 15.           | 1/9/1970 - 10/3/1974   |          |
| Chajim Bar-Lev     | nebyl člen Knesetu | 16.           | 10/3/1974 - 3/6/1974   | [ p 3 ]  |

### Seznam náměstků ministrů
| náměstek      | strana               | vláda(y) | funkční období         |
| ------------- | -------------------- | -------- | ---------------------- |
| Jehuda Ša'ari | Nezávislí liberálové | 13., 14. | 17/1/1966 - 15/12/1969 |